# Lawrence von Arabien (Film)

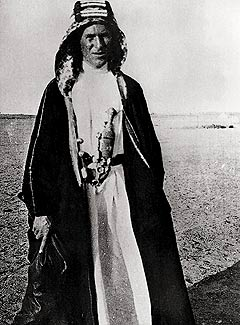
T. E. Lawrence bei Rabegh, nördlich von Jidda, 1917

Lawrence von Arabien ist ein britischer Monumental- und Historienfilm des Regisseurs David Lean und des Produzenten Sam Spiegel aus dem Jahr 1962, der sich an den autobiografischen Kriegsbericht Die sieben Säulen der Weisheit von Thomas Edward Lawrence anlehnt. Das bildmächtige Wüstenepos machte die Hauptdarsteller Peter O’Toole und Omar Sharif international bekannt und erhielt 1963 sieben Oscars. Auf der Liste der 100 besten britischen Filme, die das Magazin Empire 2016 veröffentlichte, rangiert er auf Platz 1.

## Handlung
Der Film beginnt mit dem Tod von Lawrence im Jahre 1935 durch einen Motorrad-Unfall und seinem Begräbnis in der St.-Pauls-Kathedrale. Ein prominenter Besucher der Beerdigung, der von einem Reporter um eine Würdigung der Person von Lawrence gebeten wird, lobt diesen vordergründig und erzählt nachher seinem Begleiter von den Defekten im Charakter von Lawrence.
Im Ersten Weltkrieg wird der bislang in Kairo tätige britische Offizier Thomas Edward Lawrence für drei Monate auf die arabische Halbinsel entsandt, um die Entwicklungen um den arabischen Führer Prinz Faisal zu beobachten. Der exzentrische und wenig soldatisch auftretende Lawrence macht sich mit einem Führer auf den Weg, wobei er versucht, sich der Lebensweise des Beduinen anzupassen. An einem Brunnen kommt es zu einem Zusammenstoß mit einem arabischen Reiter, der Lawrence’ Führer erschießt: Der Führer gehörte einem anderen Beduinenstamm an und durfte daher nicht aus diesem Brunnen trinken.
Lawrence lehnt die Führung des Fremden ab und erreicht das Lager der Beduinen zu deren Erstaunen auch ohne Führer. Er findet die Armee Faisals als unorganisierten Haufen vor, der den Möglichkeiten der modernen Kriegsführung überfordert gegenübersteht. Hier begegnet er dem fremden Reiter wieder und lernt ihn als den mächtigen Sherif Ali kennen. Er nennt den Arabern Damaskus als das ehrgeizige Ziel des Kriegszuges.
Lawrence überredet Sherif Ali, mit ihm und einem kleinen Trupp von 50 Mann unter hohem Risiko die kaum passierbare Wüste Nefud zu durchqueren und so in den Rücken der zur See hin gut geschützten Hafenstadt Akaba zu gelangen. Die Stadt ist von türkischem Militär besetzt. Unbemerkt reiten die zwei Waisenjungen Farraj und Daud mit, die Lawrence auf ihren Wunsch hin zu seinen Dienern ernennt. Den Kameraden Gasim, der beim nächtlichen Ritt durch die Wüste vom Kamel stürzt und zurückbleibt, sowie Daud rettet er durch seine tollkühn erscheinende Umkehr in der glühenden Tageshitze. Dafür erhält er von Sherif Ali ein Beduinengewand. Vor Akaba gewinnt er mit psychologischem Geschick die Unterstützung lokaler Stämme unter Auda Abu Tayi und vergrößert so seine Streitmacht. Am Abend vor dem Angriff muss er ausgerechnet Gasim, den er aus der Wüste gerettet hat, als Mörder hinrichten, um eine Blutfehde zwischen den Arabern zu verhindern. Zu seinem Schrecken muss er sich im Nachhinein eingestehen, dass er diese Tat genossen hat. Am nächsten Tag gelingt es ihm, Akaba im Überraschungsangriff einzunehmen, dessen Kanonen dem Meer zugewandt waren.
Bei der Feier ihres Sieges kommen Unruhen auf, als Auda merkt, dass in Akaba kein Gold, sondern Geld liegt. Lawrence beruhigt ihn, indem er ihm den Gegenwert des Geldes in Gold von Großbritannien verspricht.
Er reitet daraufhin mit Daud und Farraj zurück zu den Briten. Dabei gerät Daud in Treibsand, woraus Lawrence und Farraj ihn nicht befreien können, sodass Daud stirbt. Beim britischen Militär angekommen, begibt Lawrence sich ins Hauptquartier und verursacht große Aufregung und Verwunderung, da er Beduinenkleidung trägt und darauf besteht, dass Farraj ihn ins Offizierskasino begleitet. Hier bestellt er für beide ein Getränk und gibt seine Einnahme von Akaba bekannt. Nachdem er sich mit seinen Vorgesetzten besprochen hat, kehrt er zu den Arabern zurück.
Nach dem Sieg verfällt die Disziplin der arabischen Kämpfer, die nur an Kriegsbeute interessiert sind und nicht an langfristige Erfolge denken. Es gelingt Lawrence jedoch, durch eine Guerillataktik weitere Erfolge gegen die Türken und deren Versorgungslinien zu erzielen. Bei einer dieser Aktionen wird Farraj in einem Unfall durch Sprengpatronen schwer verletzt und von Lawrence erschossen, um ihn vor der türkischen Gefangenschaft zu bewahren. Er wird zum bewunderten Anführer „El ’awrence“, der aber dem Fatalismus der Araber den Gedanken der Willensfreiheit entgegenhält. Nebenbei werden seine Taten von einem amerikanischen Reporter festgehalten, der den Auftrag hat, die Öffentlichkeit seines Landes durch eine Heldengeschichte auf einen Kriegseintritt vorzubereiten.
Lawrence beginnt, sich in seiner Selbstüberschätzung für nahezu unverwundbar zu halten. Inkognito sucht er die Stadt Dera im südlichen Syrien auf, wird dort aber von türkischen Soldaten, die ihn nicht erkennen, festgenommen und misshandelt. Durch diese Demütigung fast gebrochen, kehrt er nach Kairo zurück, trägt fortan wieder Uniform und bittet schließlich um seine Entlassung aus dem britischen Militär. Dabei erfährt er, dass die britische und die französische Regierung keineswegs beabsichtigen, den Arabern nach dem Krieg wie versprochen ihre Unabhängigkeit zuzubilligen. Deshalb fasst er den Entschluss, gemeinsam mit den Arabern noch vor den Briten Damaskus einzunehmen, um so einen späteren Einfluss der Briten zu verhindern. Mit einer Gruppe frisch angeheuerter Leibwächter macht er sich auf den Weg. Unterwegs stößt Ali mit seinen Männern zu ihm. Gegen den Willen Alis kommt es zu einem Massaker an Soldaten der geschlagenen türkischen Armee, die sich auf dem Rückzug befindet. Die Araber erreichen Damaskus kurz vor den Briten.
Die Araber sind zu zerstritten, um eine funktionierende Regierung zu bilden und sich so dem Einfluss der Kolonialmächte zu entziehen. Lawrence kehrt mit einem Auto desillusioniert nach Europa zurück. Auf dem Weg überholt sie ein Motorrad, was seine Leidenschaft für Motorräder weckt, um diese Desillusion ausgleichen zu können, eine Leidenschaft, die er befolgt bis zu seinem tödlichen Unfall mit seiner Brough Superior SS100.

## Hintergrund

### Besetzung
Ursprünglich sollte Montgomery Clift die Rolle des Lawrence spielen. Clift lehnte jedoch ab, darauf diskutierte man über Marlon Brando und Albert Finney, übrigens ein Kommilitone von O’Toole an der Royal Academy of Dramatic Art. Produzent Sam Spiegel schlug dann den nahezu unbekannten Peter O’Toole vor, den er bei The Day They Robbed the Bank of England kennen gelernt hatte. O’Toole begründete mit dem Film seine jahrzehntelange Karriere als einer der führenden Charakterdarsteller.
Die Nase von Anthony Quinn war in Wirklichkeit weniger markant, weshalb sie von der Maske für den Film vergrößert werden musste.

### Dreharbeiten
Als Peter O’Toole am 24. März 2008 bei dem amerikanischen Talkmaster Jay Leno zu Gast war, gab er folgende Anekdote zum Besten: „Am Tag, als der Sturm auf die Stadt anstand und die Massenszene mit Omar Sharif und mir auf Pferden und den unzähligen Statisten auf Kamelen gedreht werden sollte, beschlossen Omar und ich – da wir eine Heidenangst vor diesem Teufelsritt hatten – uns gründlich zu betrinken. Omar band sich zur Sicherheit noch an seinem Pferd fest. Nachdem wir in der Stadt angekommen waren, musste jemand von der Requisite Omar vom Pferd losschneiden, da dieser mittlerweile vom Pferd herunter hing. In einem Zeitungsartikel bewunderte man später die unglaubliche Entschlossenheit, die während des Ritts in meinem Blick gelegen hatte. In Wahrheit war ich zu dem Zeitpunkt einfach nur sternhagelvoll.“
Die Flugzeuge, die den Angriff auf das Lager der Araber fliegen, sind vom Typ Tiger Moth. Dieser Flugzeugtyp war zu der Zeit, als der Film spielt, noch gar nicht entwickelt, und hatte erst 1931 seinen Jungfernflug. Dennoch nutzen viele Filme diesen Typ, um Flugzeuge des Ersten Weltkrieges darzustellen, vor allem, weil er als fragiler Doppeldecker zu gängigen Vorstellungen passt, leicht verfügbar war/ist und zudem noch eine sehr ausgereifte Konstruktion ist.
Am Filmset lernte König Hussein von Jordanien bei einer Inspektion seiner als Statisten eingesetzten Truppen seine zweite Ehefrau, die britische Filmassistentin Antoinette Avril Gardiner kennen.

### Drehorte
Die Mehrzahl der Wüstenszenen wurde in Jordanien gedreht und somit an Originalschauplätzen. Die schwarze Basaltlandschaft des Jebel Tubayg an der Grenze zu Saudi-Arabien zählt dazu, ebenso die Wüste Nefud. Das Wadi Rum mit seinen roten Klippen und den riesigen, zerklüfteten Felsen aus Sandstein ist wohl der spektakulärste unter den jordanischen Drehorten. Im Film wurde u. a. das Lager von Prinz Faisal hier angesiedelt.
Weitere Wüstenaufnahmen entstanden in der spanischen Wüste von Tabernas, im marokkanischen Ouarzazate sowie in den Imperial Sand Dunes von Kalifornien.
Die Stadt Akaba wurde an einem Strand namens Playa del Algarrobico in der Nähe der spanischen Stadt Almería errichtet. Ebenso wurde im spanischen Naturpark Cabo de Gata gedreht. Verschiedene maurische Paläste von Sevilla dienten als Kulisse für Schauplätze wie Kairo oder Jerusalem.
In Marokko gehörte die Siedlung Ait Benhaddou, nordwestlich von Ouarzazate, zu den Drehorten. Die Lehmbausiedlung, heute ein UNESCO-Weltkulturerbe, diente später auch als Kulisse für Filme wie Auf der Jagd nach dem Juwel vom Nil, Gladiator, Jesus von Nazareth und Die Mumie.
Die Anfangsszene, in der Lawrence mit dem Motorrad tödlich verunglückt, wurde in Chobham, Surrey, England, gedreht.

## Referenzen an den Film
Der Antikriegsfilm Full Metal Jacket enthält eine Referenz auf den Film: Sgt. Hartman fragt den eingeschüchterten Pvt. Paula (eigentlich Lawrence) in beleidigender Weise nach seinem Namen. Als dieser „Lawrence“ antwortet, lautet die Frage von Hartman „Lawrence, Lawrence, was, von Arabien?“
Im Science-Fiction-Film Prometheus – Dunkle Zeichen vertreibt sich der Androide David den langen Flug des Raumschiffes Prometheus, den er allein verbringen muss, während alle menschlichen Besatzungsmitglieder im Kälteschlaf liegen, unter anderem damit, sich den Film Lawrence von Arabien anzusehen und neben Frisur und Haarfarbe Peter O’Tooles auch dessen Sprechweise zu imitieren. So kommen drei Zitate aus dem Film vor, die der Androide im Tonfall O’Tooles äußert: „Der Trick, William Potter, ist, sich nichts daraus zu machen, dass es weh tut.“ (Original: “The trick, William Potter, is not minding that it hurts.”) aus der Streichholzszene sowie „In der Wüste ist gar nichts. Und kein Mensch braucht gar nichts.“ (Original: “There’s nothing in the desert, and no man needs nothing.”) und „Die meisten großen Dinge fangen zuerst klein an.“ (Original: “Big things have small beginnings.”). In dem Prometheus folgenden Film Alien: Covenant gibt es eine Szene, in der David den Refrain des Liedes aus der Echo-Szene singt: The Man Who Broke the Bank at Monte Carlo (Der Mann, der die Bank von Monte Carlo sprengte).
Die Filmmusik wird in James Bond – Der Spion, der mich liebte zitiert, als sich James Bond zu Fuß durch die Wüste ans Nilufer begibt.

## Auszeichnungen
- 1963: Sieben Oscars in den Kategorien „Bester Film“, „Beste Regie“, „Bestes Szenenbild“, „Beste Kamera“, „Bester Schnitt“, „Beste Filmmusik“ und „Bester Ton“ (John Cox) sowie drei weitere Oscar-Nominierungen in den Kategorien „Bester Hauptdarsteller“ (Peter O’Toole), „Bester männlicher Nebendarsteller“ (Omar Sharif) und „Bestes Adaptiertes Drehbuch“
- 1963: Vier Golden Globe Awards in den Kategorien „Bestes Filmdrama“, „Beste Regie“, „Bester Nebendarsteller“ (Omar Sharif) und „Beste Kamera (in Farbe)“ sowie drei Nominierungen in den Kategorien „Bester männlicher Darsteller“ (Anthony Quinn und Peter O’Toole) und „Bester Soundtrack“
- 1963: Vier British Film Academy Awards in den Kategorien „Bester Film“, „britischer Film“, „Bester britischer Darsteller“ (O’Toole) und „bestes britisches Drehbuch“
- 1991: Aufnahme in National Film Registry
- 1998: Aufgeführt auf der Liste der 100 besten amerikanischen Filme (Platz 5), die vom American Film Institute zusammengestellt wurde. In der gleichnamigen Liste von 2007 erreichte der Film Rang 7.
- 1990: Das British Film Institute wählte Lawrence von Arabien im Jahr 1999 auf Platz 3 der größten britischen Filme aller Zeiten.
- 2008: Platz 1 in der vom American Film Institute herausgegebenen Liste der 10 größten Leinwandepen
- Die Filmmusik von Maurice Jarre wählte das AFI auf Platz 3 der 25 besten Filmmusiken aller Zeiten.

## Kritiken
Lawrence von Arabien gilt als Meisterwerk, was sich auch in den Auswertungen US-amerikanischer Aggregatoren widerspiegelt. So erfasst Rotten Tomatoes fast ausschließlich wohlwollende Besprechungen und ordnet den Film dementsprechend als „garantiert frisch“ ein. Metacritic ermittelt aus den vorliegenden Höchstwertungen „Einhelliges Lob“. Und They Shoot Pictures, Don’t They? zählt den Film zu den 50 angesehensten Werken der Filmgeschichte.
Der Filmdienst urteilte, Lawrence von Arabien sei eine „von David Lean perfekt inszenierte Superproduktion mit hervorragenden Bildern aus der Wüste.“ Der Filmhistoriker Ulrich Gregor sah in dem Film eine „romantische Glorifizierung eines 'Übermenschen“.
Kritisiert wurde gelegentlich, dass Lawrence von Arabien sich viele Freiheiten in Chronologie und Geographie nimmt. Lawrence’ Bruder A. W. Lawrence kritisierte den Drehbuchautor: „From opening […] to the end, almost every event in this script is either fictitious or fictionalized.“
René Malgo schrieb bei Filmstarts: „Ist die spontane Begeisterung nach einem Film erst einmal verflogen, macht sich oftmals eine kleinere Ernüchterung breit.“ Nicht so bei diesem Film, denn selbst „Klischeehafte Charaktere […] [wurden] allesamt von hervorragenden Darstellern zum Leben erweckt und glaubwürdig gemacht.“ „Die Vergangenheit spürbar machen, dafür braucht es neben überzeugenden Darstellern durchaus auch einen Schuss verklärender Romantik. Diese bietet ‚Lawrence von Arabien‘ ihrer fast zuviel, macht dafür aber die Faszination und Begeisterung des T. E. Lawrence für die Wüste deutlich spür- und greifbar.“ Fazit: „Es ist das Epos schlechthin. Ein Werk der Superlative. Eine meisterliche Leistung seinesgleichen. Die großspurige Rede ist vom abenteuerlichen Wüstenklassiker „Lawrence von Arabien“. Ein mit Huldigungen überhäufter Meilenstein seines Genres.“
Marie Anderson schrieb für kino-zeit.de, das „bildgewaltiges Epos“ habe sich bis heute mit dem „Gesicht, die Gestalt und die Charakterzeichnung von Hauptdarsteller Peter O’Toole mit unwiderstehlicher Vehemenz über die recht kargen Vorstellungen von der historischen Persönlichkeit gebreitet […] – ein Phänomen, das selbst bei ganz hervorragenden Biopics mit geschichtlichem Hintergrund nur selten vorkommt.“ Den Filmemachern gelang „eine in ihrer formalen wie dramaturgischen Ausprägung so ungewöhnliche wie faszinierende Abenteuererzählung mit Ecken, Kanten und Brüchen jenseits der üblichen Gefälligkeitsstrukturen derartiger Stoffe. Dabei entsteht ein großzügiger Raum für abgrundtief menschliche Verzweiflungen und Freundschaften, Träume und Tragik sowie Kämpfe und Kontemplationen.“
filmdienst.de urteilte ebenfalls positiv: „Der von großartigen Darstellern getragene Film, dessen visuelle Bildkraft der Wüstenszenen überwältigt, legt weniger Wert auf breit ausgespielte Kampfhandlungen, sondern macht die entbehrungsreichen Wüstenritte, die Einsamkeit und die ungeheure Kraftanstrengung augenfällig.“ In der um 30 Minuten verlängerten Version, die 1990 noch einmal in den Kinos gezeigt wurde, „wird die charismatische, aber gebrochene Führerpersönlichkeit T.E. Lawrence’ erfahrbar, der mal in die Rolle des Erlösers, mal in die des blindwütigen Rächers schlüpft, unter seiner homosexuellen Neigung leidet, masochistische Anwandlungen hat und aus seiner Eitelkeit keinen Hehl macht.“ Filmdienst.de betont dabei, dass „der faszinierende Film […] kein Geschichtsbild, vielmehr eine höchst subjektive Zusammenfassung der historischen Ereignisse“ sei.

## Deutsche Fassungen
Ein Jahr nach der Filmpremiere in den Vereinigten Staaten erschien Lawrence von Arabien 1963 in deutschsprachigen Lichtspielhäusern als deutsche Synchronfassung. Dabei handelte es sich um eine gekürzte Version, denn bereits für die US-Kinoaufführungen wurden 20 Minuten herausgeschnitten. Die Synchronisation fertigte die Ultra Film Synchron GmbH in Berlin an, Fritz A. Koeniger schrieb das Dialogbuch und Josef Wolf führte Dialogregie.
Obwohl die englische Originalversion schon 1989 wieder vervollständigt und restauriert auf den Markt kam, konnte die deutsche Version des Films in voller Länge erst im Jahr 2001 als DVD erworben werden, allerdings waren die neu eingefügten Szenen nur mit deutschen Untertiteln (OmU) versehen. Anlässlich der Bluray-Veröffentlichung im Jahr 2012 wurden auch die neuen Szenen nachsynchronisiert, deren Bearbeitung fand unter der Leitung von Erik Paulsen im Hause der Berliner Synchron AG statt.
| Figur               | Darsteller     | Deutscher Sprecher     | Deutscher Sprecher Neue Szenen 2012 |
| ------------------- | -------------- | ---------------------- | ----------------------------------- |
| T. E. Lawrence      | Peter O’Toole  | Sebastian Fischer      | Udo Schenk                          |
| Prinz Faisal        | Alec Guinness  | Ernst Wilhelm Borchert | Rainer Doering                      |
| Sherif El Kharisch  | Omar Sharif    | Claus Wilcke           | Boris Tessmann                      |
| Auda ibu Tayi       | Anthony Quinn  | Gerhard Geisler        | Thomas Kästner                      |
| General Allenby     | Jack Hawkins   | Curt Ackermann         | Lutz Riedel                         |
| Mr. Dryden          | Claude Rains   | Robert Klupp           | Lothar Blumhagen                    |
| Col. Harry Brighton | Anthony Quayle | Heinz Petruo           | Hartmut Neugebauer                  |
| Jackson Bentley     | Arthur Kennedy | Heinz Giese            | Klaus Lochthove                     |
| Türkischer Bey      | José Ferrer    | Carl Raddatz           |                                     |
| General Murray      | Donald Wolfit  | Konrad Wagner          | Helmut Gauß                         |
| William Potter      | Harry Fowler   | Horst Gentzen          | Alexander Doering                   |
| Daud                | John Dimech    | Arne Elsholtz          | Marcel Mann                         |
| Gasim               | I. S. Johar    | Alexander Welbat       |                                     |
| Majid               | Ratib Gamil    | Gerd Duwner            |                                     |
| Tafas               | Zia Mohyeddin  | Klaus Miedel           |                                     |

## Restaurierung
Lawrence von Arabien wurde seit seiner Entstehung zweimal restauriert, das erste Mal etwa ein Vierteljahrhundert nach seiner Premiere, danach nochmals zum 50. Jubiläum 2012.
Bei der ersten Restaurierung ab 1988 wurde vor allem die originale Premierenversion als „Directors Cut“ wiederhergestellt. Der Regisseur David Lean und die Filmeditorin Anne V. Coates waren daran entscheidend beteiligt.
Erleichtert wurden diese Arbeiten durch den Umstand, dass die originalen 65-mm-Kameranegative erhalten sind.
Allerdings wiesen diese teilweise starke Schäden auf, die auf die Bedingungen bei den Dreharbeiten, vor allem aber auch auf die mehreren hundert Kopierdurchläufe zurückzuführen sind. Da Außenaufnahmen vor allem in der Wüste stattfanden, war das Filmmaterial wochenlang hohen Temperaturen, großen Temperaturschwankungen und extrem trockener Luft ausgesetzt. Die späteren Durchläufe durch die Kopiermaschinen trockneten das Material weiter aus und hinterließen zusätzlich Kratzer, Verschmutzungen und Verwerfungen. All dies führte dazu, dass sich der Träger verzog, und die fotografische Schicht im Lauf der folgenden Jahre versprödete und Risse bekam. Auch waren Klebestellen unsauber ausgeführt oder begannen sich zu lösen. Bei der ersten Restaurierung konnte man diese Schäden noch durch Kopieren unter Flüssigkeit weitgehend kompensieren, und so über ein Zwischenpositiv (IP, Intermediate Positive) qualitativ hochwertige 70-mm-Kinokopien herstellen.
Ab 2009 wurde eine digitale Restaurierung begonnen. Dazu wurden die Kameranegative bei Sony Colorworks mit 8k, teilweise mit 12k gescannt. Dabei machte man eine unangenehme Entdeckung: in den 25 Jahren seit der ersten Restaurierung hatten sich unzählige kleine Splitterchen der gerissenen Bildschicht vom Trägerfilm gelöst und waren herausgefallen, so dass die Negative stellenweise – zusätzlich zu den anderen Schäden – von einem Netz weißer Flecken überzogen waren. Letztlich wurde mit Hilfe von zwei spezialisierten Dienstleistern die Schäden behoben und fehlende Bildteile so ersetzt, dass in der hochauflösenden Version des fertig restaurierten Films nichts mehr davon zu sehen ist. Die Endversion liegt im 4k-Format vor und wurde 2012 in ausgewählten Kinos so gezeigt. Dabei wurde auch eine 70-mm-Kopie ausbelichtet. Im November 2012 wurde der Film auf Blu-ray (Full HD-Auflösung) und im Spätsommer 2020 als Teil der Columbia Classics 4K Collection auf Ultra HD Blu-ray veröffentlicht.